# Самсенетаї
Самсенетаї (лаос. ສາມແສນໄທ‎‎‎‎), також відомий під ім'ям Унхуан (лаос. ອຸ່ນເຮືອນ‎‎‎‎; 1357-1416) — другий правитель королівства Лансанг.

## Біографія
Був сином засновника держави Лансанг, короля Фа Нгума. 1373 року члени королівської родини та деякі придворні вигнали Фа Нгума з країни. На той момент Самсенетаї перебував у вигнанні в Юньнані, втім його поставили на чолі держави, заснованої його батьком, попри те, що Самсенетаї ледь виповнилось 18 років. Однак до смерті батька 1393 року Самсенетаї був лише регентом, а після того офіційно став королем Лансангу.
За свого правління Самсенетаї поклав край володарюванню монголів у середній течії річки Меконг.
Після смерті Самсенетаї 1416 року трон Лансангу зайняв його син Лан Кхам Денг.

## Родина
Дружини та діти Самсенетаї:
- королева Бувана Дханіпая (Буатхен Фа), двоюрідна сестра Самсенетаї (одружились 1377 року)
  - принц Лан Кхам Денг, король Лансангу у 1416—1428 роках
- королева Нанг Навіангсарі (Ноїон Сор), дочка правителя держави Ланна
  - принц Хон Кхам, король Лансангу у 1430—1432 роках
- королева Кеаварудхі Фа, вдова Фа Нгума та двоюрідна сестра Самсенетаї, дочка Рамадіпаті, правителя Аюттхаї (одружились 1393 року)
- принцеса Нанґкеава Шрідха, дочка Као Сідхакама
  - принц Кхам Там Са, король Лансангу 1432 року
- принцеса Нанґкеава Юдхіфа, його двоюрідна сестра, дочка правителя Аюттхаї Інтарачі I
  - принц Чаккапхат Пхаєн Пхаєо, король Лансангу у 1442—1480 роках
  - принцеса Махакані, померла не пізніше 1408 у 5-річному віці
- рабиня
  - Кхам Кеут, король Лансангу у 1436—1438 роках
- невідома жінка
  - Лусаї, король Лансангу у 1432—1433 роках
  - Тао Сомфон
  - принцеса Ануша
  - принцеса Манура
  - принцеса Супадхатрі